# Thorn, Nederländerna

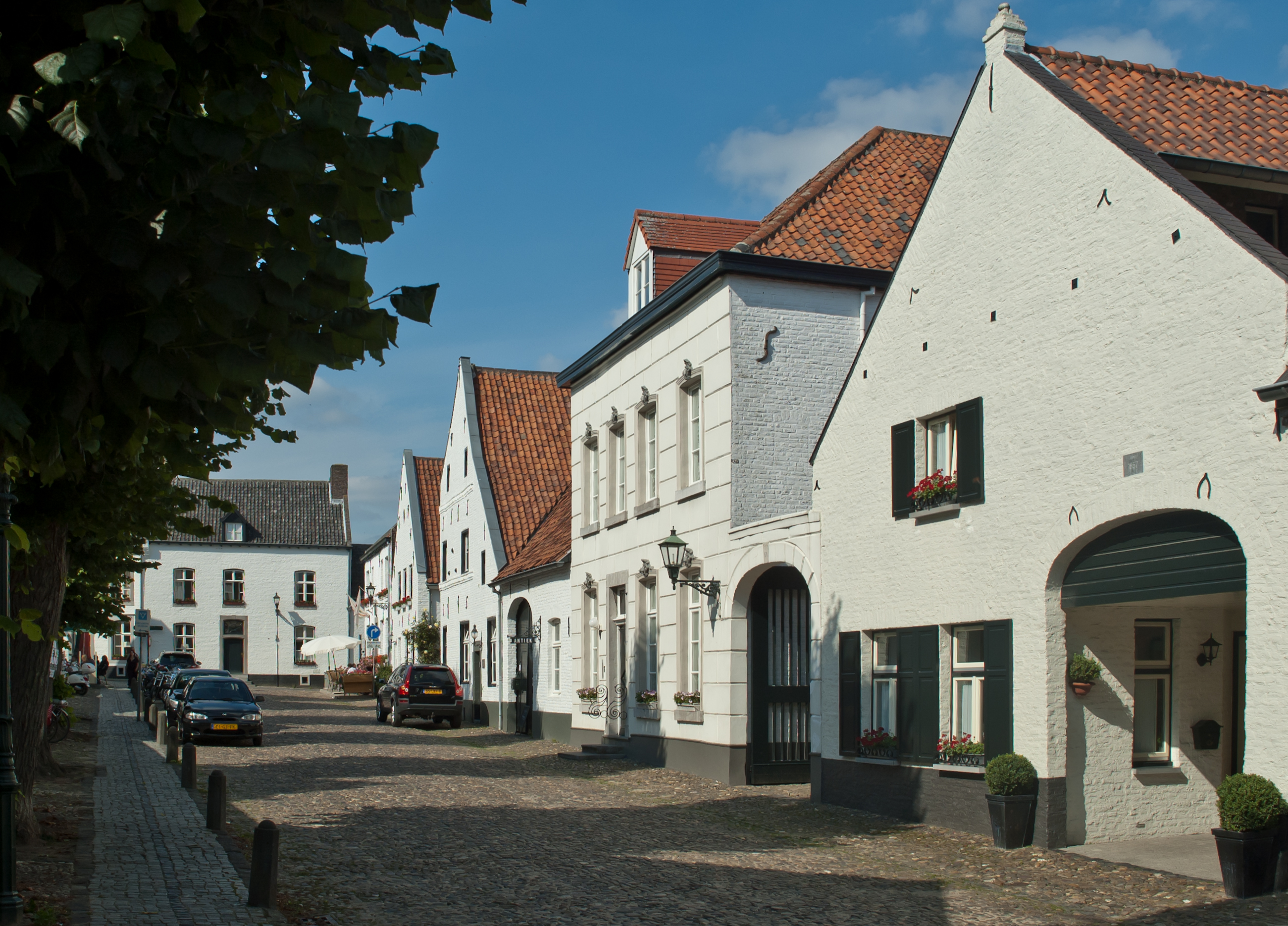
Hofstraat.

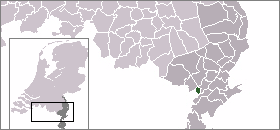
Thorns läge

Thorn är en historisk kommun i provinsen Limburg i Nederländerna. Kommunens totala area är 6,88 km² (där 0,91 km² är vatten) och invånarantalet är på 2 605 invånare (2005).